# حياة حشرة
حياة حشرة (بالإنجليزية: A Bug's Life)‏ هو فيلم رسوم متحركة أمريكي من إنتاج شركة والت ديزني وشركة بيكسار بنظام الجرافيكس صدر في الولايات المتحدة بتاريخ 25 أكتوبر، 1998 من بطولة كيفين سبيسي وجوليا لوي دريفوس وهايدن بانتير وريتشارد كيند ودينيس ليري، وقصة الفيلم مأخوذة من حكاية الجندب والنملة ل إيسوب.

## قصة الفيلم
يحكي الفيلم عن إحدى مستعمرات النمل التي يسيطر عليها عصابة من الجراد الشرير والتي تفرض على المستعمرة جمع الحبوب لصالحها مما يفرض على النمل عبئا إضافيا لجمع الحبوب للجراد ثم لنفسه قبل حلول موسم المطر الذي يلزمون فيه المستعمرة. إلا أن «فليك» النملة الذكية وبطل الفيلم يقرر الرحيل عن المستعمرة والذهاب إلى مدينة مجاورة من أجل الاستعانة بحشرات مقاتلين لمعاونة قومه على نبذ سيطرة الجراد عليهم. ويوافق حكماء النمل على رحيل «فليك» من أجل التخلص من متاعبه التي يسببها دائما بواسطة أختراعاته.
وتتوالى الأحداث في إطار كوميدي حيث ينجح «فليك» في الحصول على مساعدة من مجموعة من الحشرات ظانا أنهم مقاتلين إلا أنه يكتشف بعد عودته معهم إلى المستعمرة أنهم حشرات سيرك تم طردهم ولكنه يخفي هذا الأمر على قومه حتي ينكشف بواسطة مدير السيرك الذي جاء إلى المستعمرة بحثا عن موظفيه السابقين..
وفي النهاية ينجح «فليك» بمساعدة حشرات السيرك التي قررت مساعدته في مهمته وبتضافر جهود النمل القضاء على «هبار» زعيم عصابة الجراد الشرير وبذلك تنتهي سيطرة الجراد على مستعمرة النمل إلى الأبد.
في الفيلم تظهر الرؤية السياسية التي تجلت في تجسيد قوى الشر المسيطرة وهي الأنظمة والنمل وهو الشعوب الضعيفة ويبرز أهمية الاتحاد بين الشعوب للتغلب على تلك الأنظمة الظالمة كما فعلت مستعمرة النمل بقيادة «فليك» النملة الذكية ضد «هبار» زعيم الجراد بالرغم من انه يغلب على الفيلم الطابع الفكاهى والمغامرات الا انه يحمل في طياته رسالة عميقة فالمقصود بالنملة هنا ليست الحيوان كحشرة ولكن مقصود بها كل إنسان مستضعف أو مغلوب على امره في ظل هذا العصر الطاحن الذي لا يعرف الا لغة الآلة فكان هذا الفيلم معبرا ببساطة عن معاناة الإنسان وانه لابد من ثورة لتصحيح المسار وان الثورة لن تأتى من خارج أبناء الوطن أنفسهم كما حدث مع «فليك» عندما استعان بالمهرجين في انقاذ وطنه. فكانوا بالفعل مهرجين !!

## شخصيات الفيلم
- فليك : بطل الفيلم النملة الذكية.
- الأميرة عطا : أميرة مستعمرة النمل والتي تستعد لخلافة والدتها الملكة.
- دوت : الأميرة الصغيرة شقيقة الأميرة عطا.
- هبار : زعيم عصابة الجراد الأشرار.
- بتفلي : مدير السيرك (برغوث)
- فرنسيس : أحد حشرات السيرك مهرج (دعسوقة).
- هملش : أحد حشرات السيرك مهرج (دودة-يرقة فراشة).
- سليم : أحد حشرات السيرك مهرج (حشرة العود).
- ماني : أحد حشرات السيرك ساحر (سرعوف).
- جبسي : أحد حشرات السيرك مساعدة الساحر ماني (فراشة).
- روزي : أحد حشرات السيرك مروضة (عنكبوت)
- ديب : أحد حشرات السيرك وحش أسد (خنفساء كبيرة)
- طائي وروول : أحد حشرات السيرك قذائف (خنفساء صغيرة)

## مؤدي الأصوات
| اسم الشخصية           | اسم الشخصية بالإنجليزية | مؤدي الصوت الأصليّ (بالإنجليزيّة) |
| --------------------- | ----------------------- | ------------------------------- |
| فليك                  | Flik                    | ديف فوليلي                      |
| هبار                  | Hopper                  | كيفين سبيسي                     |
| الأميرة عطا           | Princess Atta           | جوليا لوي دريفوس                |
| دوت (الأميرة الصغيرة) | Dot                     | هايدن بانتير                    |
| المـلكة               | the Queen               | فيليس ديلر                      |
| سليم                  | Slim                    | ديفيد هايد بيرس                 |
| هملج                  | Heimlich                | Joe Ranft                       |
| فرانسيس               | Francis                 | Denis Leary                     |
| جيبسي                 | Gypsy                   | Madeline Kahn                   |
| الساحر ماني           | Mani                    | Bonnie Hunt                     |
| بتفلي                 | P. T. Flea              | John Ratzenberger               |

## النسخة العربية
تم إخراج جميع حوارات النسخة العربية على يد المخرج المسرحي أحمد مختار، ثاني مخرج ليعمل في نسخ أفلام شركة والت ديزني، من بعد المخرج عصام السيد مخرج هرقل، الأسد الملك، أحدب نوتردام وغيرها.
عمل أحمد مختار سبقًا على عدة أفلام، تضمنت شركة المرعبين المحدودة، البحث عن نيمو، البحث عن دوري، حياة الإمبراطور الجديد وغيرها من أفلام الشركة.
تمت أعمال أعداد النص العربي على يد الكاتب والشاعر عمرو حسني، والذي عمل على مجموعة مختلفة من أفلام ديزني تضمنت حياة الإمبراطور الجديد، البحث عن نيمو، كابوس قبل عيد الميلاد، البحث عن دوري، شركة المرعبين المحدودة، رابونزل، ملكة الثلج وغيرهم،
وعمل على الفيلم إيضًا مهندس التسجيل أحمد حماد، وتم المونتاج على يد كل من أيمن حجازي، جورج سمير، ومحمد فاروق،
تم تسجيل الحوار في ستوديو ريبل تايم، وتمت أعمال الدوبلاج في ستوديو إيماج المصري.
في مراحل العمل على نص العربي، كان مفترضًا لفليك أن يلقب بأسمٍ يعبر عن شخصيته وهو فالح, لأسباب مجهولة أحتفظ فليك بأسمه الأصلي.

### الأداء الصوتي
| باللهجة المصرية | بالعربية الفصحى (تلفزيون ج) | بالعربية الفصحى (ديزني+) |
| --- | --- | --- |
| - هشام نور - فليك - خالد الصاوي - هبار - منال سلامة - عطا - مي حلمي - دوت - أحلام الجريتلي - الملكة - أحمد حلاوة - ملط - زايد فؤاد - بتفلي - ممدوح عقل - ديم - أحمد الحريري - أستاذ زرع - سهير البدراوي - الدكتورة فلورا - محمود العراقي - شو كي - عهدي صادق - قرني - أشرف سويلم - سليم - محمد التاجي - هملج - شهاب إبراهيم - فرنسيس - حمزة الشيمي - ماني - مروة عبد الغفار - جيسي - زينب مبارك - روزي | - داني بستاني - فليك - علي سعد - هوبير - ميرنا الحسيني - الأميرة أتا - إيمان بيطار - روزي اليازجي - الملكة - عماد فغالي - ماني - فؤاد شمص - سليم - شربل أيوب - هيمليك - فادي الرفاعي - فرانسيس - رانيا مروة - أسمهان بيطار - جمانة الزنجي | - زياد الشريف - فليك - آية حمزة - عطا - طارق عبيد ـ كبار - جنى عفت - دوت - أمل سعد - الملكة - هشام الشاذلي ـ فرنسيس - هشام عادل ـ هملج - سالي النمس ـ روزي - محمود زكي ـ ماني - رشا جابر ـ جبسي - عزيز علي ـ سليم - سامح عيسى ـ مولت - سهير البدراوي - الدكتورة فلورا - سيد الرومي - شوكي - ناصر شاهين - قرني |

## الميزانية والإيرادات
بلغت تكلفة إنتاج الفيلم حوالي 120 مليون دولار بينما حقق أرباحا تقدر بـ 363.4 مليون دولار.

## وصلات خارجية
- حياة حشرة على موقع IMDb (الإنجليزية)
- حياة حشرة على موقع ميتاكريتيك (الإنجليزية)
- حياة حشرة على موقع روتن توميتوز (الإنجليزية)
- حياة حشرة على موقع نتفليكس (الإنجليزية)
- حياة حشرة على موقع ألو سيني (الفرنسية)
- حياة حشرة على موقع Turner Classic Movies (الإنجليزية)
- حياة حشرة على موقع أول موفي (الإنجليزية)
- حياة حشرة على موقع بوكس أوفيس موجو (الإنجليزية)
- حياة حشرة على موقع فيلمافينيتي (الإسبانية)
- حياة حشرة على موقع قاعدة بيانات الأفلام السويدية (السويدية)